# Eria meghasaniensis
Eria meghasaniensis là một loài thực vật có hoa trong họ Lan. Loài này được (S.Misra) S.Misra mô tả khoa học đầu tiên năm 1989.